# NGC 7580
NGC 7580 (również PGC 70962 lub UGC 12481) – galaktyka spiralna (S?), znajdująca się w gwiazdozbiorze Pegaza. Odkrył ją Lewis A. Swift 25 września 1886 roku.
W galaktyce tej zaobserwowano supernową SN 2012gm.